# Fannia trimaculatoides
Fannia trimaculatoides är en tvåvingeart som beskrevs av Márcia Souto Couri och Pamplona 1991. Fannia trimaculatoides ingår i släktet Fannia och familjen takdansflugor. Inga underarter finns listade i Catalogue of Life.